# Karl Gottlieb Horstig

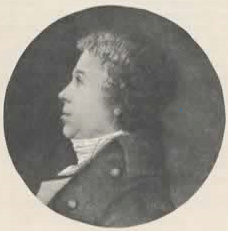
Karl Gottlieb Horstig

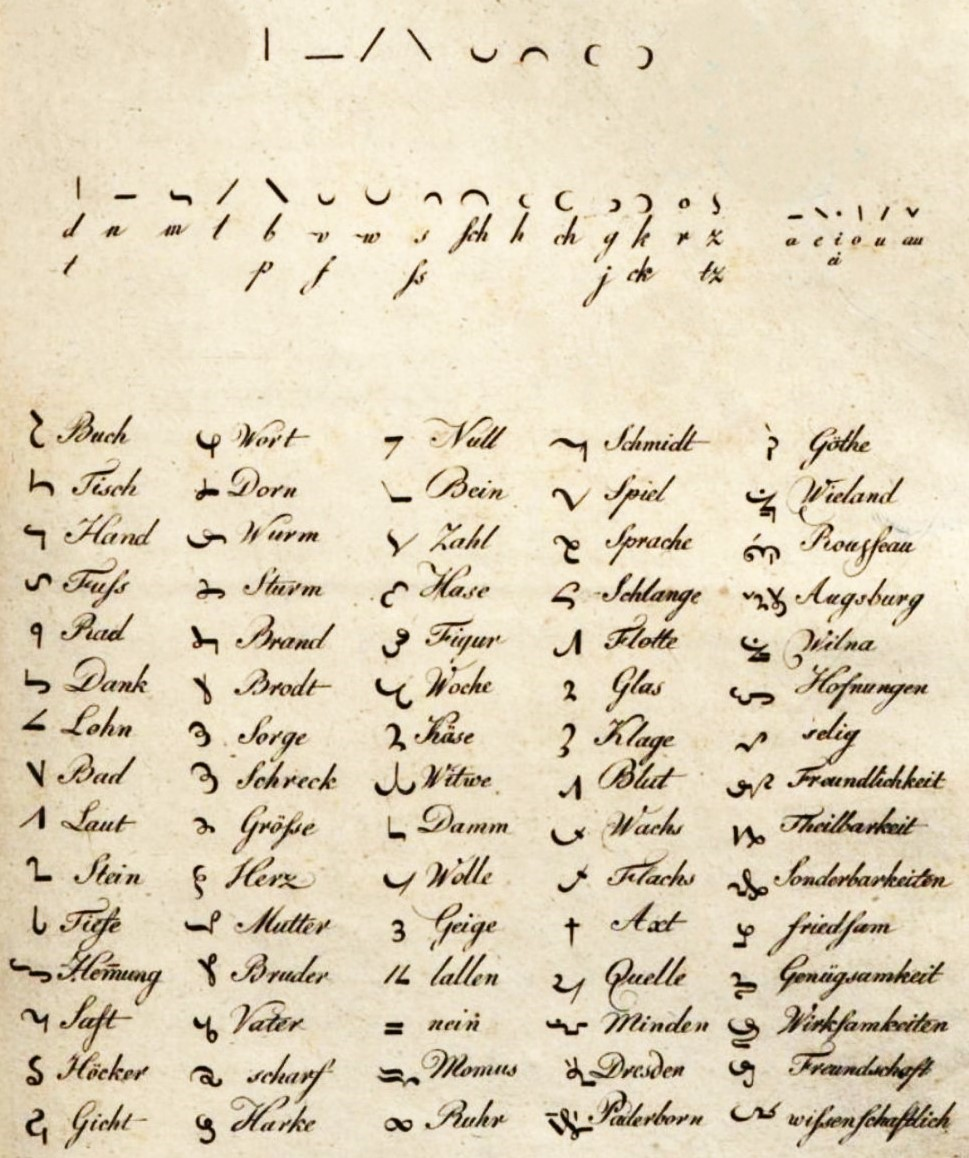
Zeichenübersicht und Beispielwörter von Horstigs Stenografie-System

Karl Gottlieb Horstig (auch Carl Gottlieb Horstig; * 3. Juni 1763 in Reinswalde bei Sorau; † 21. Januar 1835 in Miltenberg am Main in Unterfranken) war ein deutscher Pastor und Begründer des deutschen Stenographiesystems Erleichterte deutsche Stenographie, das 1797 in Leipzig veröffentlicht wurde.

## Leben
Seine Eltern waren Johann Georg Horstig (1694–1779) und seine zweite Frau Anna Rosina Güttner, die er im Jahre 1760 geheiratet hatte. Sein Vater war Küster, Schulmeister und Kirchschreiber und sein Großvater Müller in Bogendorf bei Zibelle.
Horstig studierte Theologie in Leipzig, wurde 1787 Pfarrer in Eulo bei Forst in der Niederlausitz und folgte 1792 einem Ruf nach Bückeburg, wo er später das Amt eines Oberpredigers, Superintendenten und Scholarchen innehatte. Er nahm den jungen Ludwig Polstorf in seinem Haus auf.
1795 heiratete er Susette, die ältere Schwester von Nina d’Aubigny von Engelbrunner, die zu ihm nach Bückeburg zog.
Als sich in Frankreich und England die stenografische Bewegung ausbreitete, veröffentlichte er 1797 (ein Jahr nach Friedrich Mosengeil) seine „Erleichterte deutsche Stenographie“. Sein System wies jedoch noch Mängel auf und konnte sich gegenüber dem von Gabelsberger und Stolze nicht durchsetzen.
Seine Schwiegereltern waren begeisterte Reisende. Anfang 1803 begleitete er diese mit seiner Frau und Sohn Eduard sowie seinen Schwägerinnen Nina und Emilie nach Frankreich und England.
Nach Auftreten einer Geisteskrankheit frühzeitig pensioniert, zog er 1803 nach Heidelberg und später nach Miltenberg, wo er im August 1808 die Mildenburg von Emrich Carl von Leiningen erwerben konnte.
Karl Gottlieb Horstig starb im Januar 1835 im Alter von 71 Jahren in Miltenberg. Seine Erben verkauften die Burg 1856 an den Magdeburger Kaufmann Carl Wilhelm Zimmermann.

## Veröffentlichungen (Auswahl)
- Erleichterte deutsche Stenographie, Voss und Compagnie, Leipzig 1797.
- Erleichterte Deutsche Stenographie. Zweyte verbesserte Auflage, Voss und Compagnie, Leipzig 1797. – Die 2. Auflage enthält ein 5-seitiges Nachwort von Horstig. Auch als PDF-Datei herunterladbar.
- Erleichterte deutsche Stenographie. Hansebooks, (Norderstedt) 2016, ISBN 978-3-7428-1792-1; unveränderter Nachdruck der Erstauflage von 1797, jedoch leider ohne dem Anhang mit den stenografischen Beispielen der beiden Auflagen von 1797; Texte in Horstigscher Stenografie jedoch in Online-Ausgabe zu finden (siehe oben).
- Reise nach Frankreich, England und Holland zu Anfange des Jahres 1803. Berlin 1806 (Digitalisat)